# ناحية مركز بانياس
ناحية مركز بانياس إحدى نواحي سوريا تتبع إداريّاً لمحافظة طرطوس منطقة بانياس ومركزها مدينة بانياس، بلغ تعداد سكان الناحية 94,832 نسمة حسب التعداد السكاني لعام 2004.

## مدن وبلدات وقرى ناحية مركز بانياس
أبتلة، عديمة، علقين، العصيبة، بلفونس، بلوطية، بانياس، بارمايا، بساتين الأسد، بديغان، البيضاء، بيت السخي، بستان النجار، دير البشل، العنينيزة، فارش كعبية، حريصون (القاموع)، حرف بنمرة، الجويبات، كعبية فارش، خراب بلدة، خريبة، خربة كسيح، خربة سناسل، المنزلة، مرشتة، المرقب، محورتة، المزارع، القلوع، رأس الوطى، شافي روح، تعنيتا، الزوبة، طيرو، زللو.